# Boydstun Cemetery
Koordinaten: 35° 9′ 6″ N, 100° 59′ 30″ W
Der Boydstun Cemetery ist ein christlicher Begräbnisplatz im Donley County in der Nähe der nordtexanischen Kleinstadt Groom. Er liegt etwa 10 Kilometer südöstlich dieser Stadt, und drei Kilometer südlich vom Kreuzungspunkt der Old Route 66 mit dem Texas State Highway 70.

## Geschichte
Der Friedhof befindet sich auf ehemaligem Farmland der Siedlerfamilie Boydstun. Henry S. Boydstun (1858–1942) war im September 1889 mit seiner Familie aus Illinois in diese Gegend gekommen. Im April 1890 starb sein dreijähriger Sohn Eddie und wurde am südwestlichen Rand der Farm bestattet. 
1898 stellte Boydstun an dieser Stelle 0,8 ha Land als öffentlichen Begräbnisplatz zur Verfügung. Boydstun und seine Frau Mary († 1950) wurden in der Nähe der Stadt Groom beigesetzt.
Im Umkreis von drei Kilometern entwickelte sich abseits der Farm eine Streusiedlung mit Schule und Poststelle.

## Quelle
- Historical Marker der Texas Historical Commission (errichtet 1988)